# 里奥索努
里奥索努是巴西托坎廷斯州的一个市镇。总面积6357.117平方公里，总人口6176人，人口密度1人/平方公里。